# ヴォトランチン
座標: 南緯23度32分49秒 西経47度26分17秒 / 南緯23.54694度 西経47.43806度

Location of Votorantim

ヴォトランチン (Votorantim) はブラジルのサンパウロ州にある都市。人口は12万3599人（2020年）。州都サンパウロの西108kmぐらいに位置する。都市的地域は30km²、田舎地域は147km²、全地域は184km²。

## 出身者
- ウィリアム・アモリム - サッカー選手